# Cristóbal Oudrid y Segura

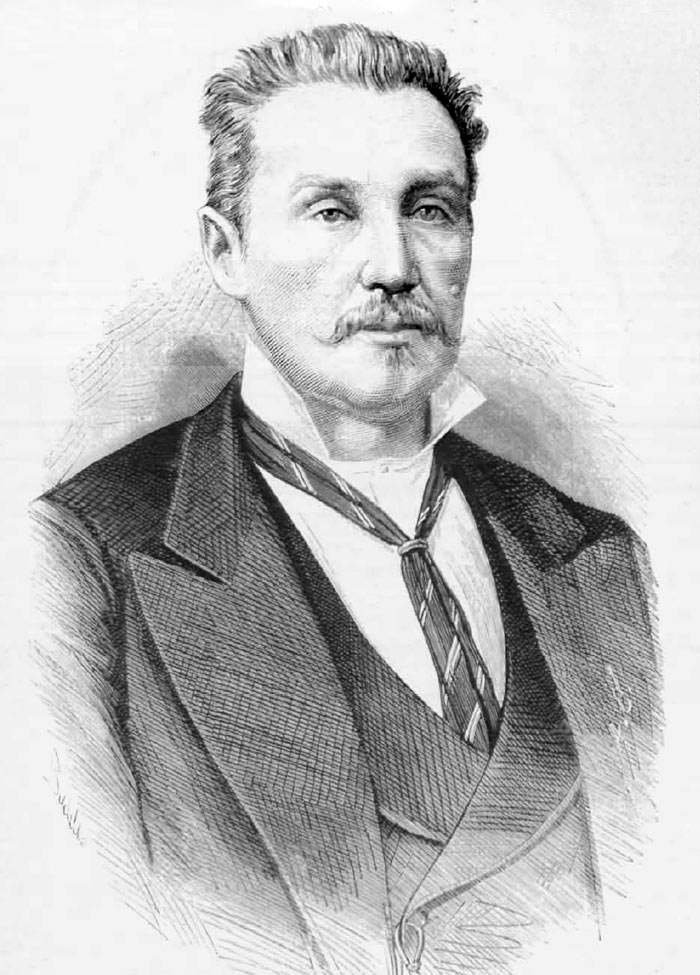
Cristóbal Oudrid y Segura

Cristóbal Domingo Romualdo Oudrid y Segura (Badajoz, 7 februari 1825 – Madrid, 13 maart 1877) was een Spaans componist en dirigent.

## Levensloop
Bij zijn vader kreeg hij de eerste muziekles voor solfège en verschillende blaasinstrumenten (cornet, fluit en hobo) en piano. Hij bewerkte stukken van klassieke componisten voor fluit, cornet en klarinet. Op jeugdige leeftijd werd hij al muzikale directeur van het lyzeum van Badajoz. In 1842 vertrok hij naar Madrid en studeerde verder aan het Real Conservatorio Superior de Música de Madrid piano bij Pedro Albéniz y Basanta.
In 1847 was hij met anderen medeoprichter van een theatergezelschap, die vooral scenische muziek uitvoerde. Zijn eerste eigen compositie was de zarzuela andaluza La venta del puerto o Juanillo el contrabandista werd 1847 geïntroduceerd. In 1851 was hij naast Joaquín Gaztambide Garbayo, Francisco Asenjo Barbieri, Rafael Hernando Palomar, José Inzenga Castallanos en anderen medeoprichter van de Sociedad Artística Musical, die het promoten van de zarzuela als authentiek Spaanse cultuur als doel had. Maar later distantieerde hij zich meer en meer van dit gezelschap. In 1856 ging zijn zarzuela El postillón de la Rioja in première. Hij voltooide 88 zarzuelas en schreef verschillende jota's.
In 1856 wisselde hij samen met Joaquín Gaztambide y Garbayo ook aan het Teatro de la Zarzuela en werd met hem dirigent van het Orquesta del Teatro de la Zarzuela. In 1860 werd hij dirigent van het Orquesta del Teatro Real de Madrid, die ook de toen beroemde tenoren Roberto Stagno (1840-1897) en Enrico Tamberlick (1820-1889) begeleidde.

## Composities

### Werken voor orkest
- Rondeña

### Werken voor banda (harmonieorkest)
- Salve Marinera, hymne van de Spaanse marine
- El Sitio de Zaragoza, fantasía sobre temas militares

### Toneelwerken
- 1866 1866 y 1867, revista (revue), 2 actes (samen met: Luis Vicente Arche (1815-1879)) - libretto: José María Gutiérrez de Alba
- A Última hora

(Zarzuelas)
- 1847 La Pradera del canal, 1 acte (samen met: Sebastián Iradier) - libretto: Agustin Azcona
- 1847 El Turrón de Nochebuena - libretto: Vicente Izquierdo
- 1847 La Venta del puerto o Juanillo el contrabandista, 1 acte (samen met: Mariano Soriano Fuertes) - libretto: Mariano Fernandez
- 1848 El Ensayo de una ópera, 1 acte (samen met: Rafael Hernando Palomar) - libretto: Juan del Peral
- 1850 Escenas de Chamberí, 1 acte (in samenwerking met: Rafael Hernando Palomar, Francisco Asenjo Barbieri en Joaquín Gaztambide y Garbayo) - libretto: José Olona
- 1851 Misterios de Bastidores, 1 acte - libretto: Francisco de Paula Montemar
- 1851 Todo son raptos (samen met: Francisco Asenjo Barbieri)
- 1851 Por seguir a una mujer, 4 scènes (samen met: Francisco Asenjo Barbieri, Joaquín Gaztambide y Garbayo, Rafael Hernando Palomar en José Inzenga Castallanos) - libretto: Luis Olona
- 1851 La Paga de Navidad, 1 acte - libretto: Francisco de Paula Montemar
- 1851 Pero Grullo, 2 actes - libretto: José María de Larrea en Antonio Lozano
- 1852 Buenos días, Señor Don Simón
- 1852 Mateo y Matea, 1 acte - libretto: Rafael Maiquez
- 1852 Salvador y Salvadora, 1 acte (samen met: Luis Arche) - libretto: Antonio Auset
- 1852 De este mundo al otro, 2 actes - libretto: Luis Olona
- 1853 El Alcalde de Tronchón, 1 acte - libretto: Calixto Boldún y Conde
- 1853 El Alma en pena, 1 acte - libretto: Ramón Valladares y Saavedra
- 1853 Buenas noches, señor don Simón, 1 acte - libretto: Luis Olona
- 1853 El Hijo de familia o El lancero voluntario, 3 actes (samen met: Pascual Emilio Arrieta y Corera en Joaquín Gaztambide y Garbayo)
- 1854 La Cola del diablo, 2 actes - libretto: Luis Olona
- 1854 Pablito o Segunda parte de D. Simon, 1 acte - libretto: Luis Olona
- 1855 Alumbra a este caballero, 1 acte - libretto: José Olona
- 1855 Amor y misterio, 3 actes - libretto: Luis Olona
- 1855 Estebanillo Peralta, 3 actes (samen met: Joaquín Gaztambide y Garbayo) - libretto: Ventura de la Vega
- 1856 El Postillón de la Rioja, 2 actes - libretto: Luis Olona
- 1856 Un viaje al vapor, 3 actes - libretto: José Olona
- 1856 La Flor de la serranía, 1 acte - libretto: José María Gutierrez de Alba
- 1857 El Hijo del regimiento, 3 actes - libretto: Victoriano Tamayo y Baus
- 1858 Don Sisenando, 1 acte - libretto: Juan de La Puerta Vizcaino
- 1858 El Joven Virginio, 1 acte - libretto: Mariano Pina y Bohigas
- 1859 Enlace y desenlace, 2 actes - libretto: Mariano Pina y Bohigas
- 1859 El Último mono, 1 acte - libretto: Narciso Serra
- 1859 El Zuavo, 1 acte - libretto: Pedro Niceto de Sobrado
- 1859 ¡¡Un disparate!!, 1 acte - libretto: Ricardo Velasco Ayllón
- 1860 A rey muerto, 1 acte - libretto: Luis Rivera González
- 1860 Doña Mariquita
- 1860 Memorias de un estudiante, 3 actes - libretto: José Picón
- 1860 Nadie se muere hasta que Dios quiere, 1 acte - libretto: Narciso Serra
- 1860 El Gran bandido, 2 actes (samen met: Manuel Fernández Caballero) - libretto: Francisco Camprodón
- 1861 Anarquía conyugal, 1 acte - libretto: José Picón
- 1861 Un concierto casero, 1 acte - libretto: José Picón
- 1861 Un viaje alrededor de mi suegro
- 1861 El Caballo blanco, 2 actes (samen met: Manuel Fernández Caballero) - libretto: Mariano Pina Domínguez
- 1862 La Isla de San Balandrán - libretto: Mariano Pina y Bohigas
- 1862 Juegos de azar (samen met: Manuel Fernández Caballero)
- 1862 Equilibrios de amor, 1 acte (samen met: Manuel Fernandez Caballero) - libretto: Fernando Martínez Pedrosa
- 1863 Por amor al prójimo, 1 acte - libretto: Juan Belza
- 1863 La Voluntad de la niña, 1 acte (samen met: Miguel Carreras González) - libretto: Emilio Álvarez
- 1863 Walter, o la huérfana de Bruselas
- 1863 Matilde y Malek-Adhel, 3 actes (samen met: Joaquín Gaztambide y Garbayo) - libretto: Carlos Frontaura
- 1864 Un marido de lance, 1 acte - libretto: Ricardo Caltañazor
- 1864 El alcalde de Tronchón, 1 acte - libretto: Calixto Boldún y Conde
- 1867 Bazar de novias, 1 acte - libretto: Mariano Pina
- 1867 La Espada de Satanás, 4 actes - libretto: Rafael María Liern
- 1867 Un estudiante de Salamanca, 3 actes - libretto: Luis Rivera González
- 1868 Café teatro y Restaurante cantante,1 acte - libretto: Emilio Álvarez
- 1869 Acuerdo municipal, 1 acte (samen met: Enrique Broca) - libretto: Antonio Ramiro y Garcia
- 1870 El Molinero de Subiza, 3 actes - libretto: Luis de Eguilaz
- 1870 La Gata de Mari Ramos
- 1871 Justos por pecadores (samen met: Pedro Miguel Marqués)
- 1872 Miró y compañía o Una fiesta en Alcorcón, 1 acte - libretto: Francisco Garcia Vivanco
- 1874 Ildara
- 1874 El señor de Cascarrabias, 2 actes - libretto: Rafael María Liern
- 1874 Moreto, 3 actes - libretto: Agustín Azcona
- 1875 Compuesto y sin novia, 3 actes - libretto: Mariano Pina Domínguez
- 1876 Blancos y azules, 3 actes (samen met: Manuel Fernández Caballero) - libretto: José María Nogués en Rafael María Liern
- 1884 El Consejo de los Diez - libretto: Aurora Sánchez y Aroca

### Vocale muziek
- La Pajarita, voor sopraan en piano
- La Macarena, voor cello en gitaar

- Biblioteca Nacional de España: XX1053644
- Bibliothèque nationale de France: cb13806993q (data)
- Gemeinsame Normdatei: 1056352647
- International Standard Name Identifier: 0000 0001 1886 3021
- Library of Congress Control Number: n95027386
- MusicBrainz: 655b4536-0d87-49f3-b756-a01fef4f2099
- SNAC: w6vh68jh
- Virtual International Authority File: 48471051
- WorldCat: E39PBJvHcWqMWmFXKjpTT874MP